# Sądowo
Sądowo (niem. Zohnda) – część wsi Wrzeście w Polsce, położona w województwie pomorskim, w powiecie lęborskim, w gminie Wicko. Wchodzi w skład sołectwa Wrzeście.
W początku XX wieku wybudowanie zamieszkiwało 27 osób. W miejscowości znajduje się niemiecki cmentarz z XIX wieku. 
W latach 1975–1998 Sądowo administracyjnie należało do województwa słupskiego.